# Josef Zeman (fotbalista)
Josef Zeman (23. ledna 1915 – 3. května 1999) byl český fotbalista, útočník a československý reprezentant.

## Sportovní kariéra
Byl účastník mistrovství světa ve Francii roku 1938 (dal na šampionátu i jeden gól, v zápase s Nizozemskem). Za československou reprezentaci odehrál 4 zápasy a vstřelil 2 góly. V lize hrál především za Spartu Praha. Získal s ní dva československé (1938, 1939) a jeden protektorátní (1944) mistrovský titul. Patřil k tzv. ztracené generaci, jejíž fotbalová kariéra kulminovala v době Mnichova, druhé republiky a 2. světové války, bez větších možností mezinárodního soutěžení.

## Ligová bilance
| Ročník  | Zápasy | Góly | Klub                |
| ------- | ------ | ---- | ------------------- |
| 1934/35 | 1      | 0    | Čechie Karlín       |
| 1935/36 | 14     | 7    | SK Plzeň            |
| 1936/37 | 7      | 2    | Sparta Praha        |
| 1937/38 | 21     | 20   | Sparta Praha        |
| 1938/39 | 20     | 18   | Sparta Praha        |
| 1939/40 | 13     | 4    | Sparta Praha        |
| 1940/41 | 12     | 7    | Sparta Praha        |
| 1941/42 | 10     | 3    | Sparta Praha        |
| 1942/43 | 22     | 24   | Sparta Praha        |
| 1943/44 | 1      | 0    | Sparta Praha        |
| 1943/44 | 9      | 3    | SK Pardubice        |
| 1945/46 | 6      | 2    | Čechie Karlín       |
| 1947/48 | 12     | 4    | SK České Budějovice |
| CELKEM  | 148    | 94   |                     |